# Шонгкау
Шонгка́у (вьет. thị xã Sông Cầu) — административная единица первого порядка во вьетнамской провинции Фуйен.

## Положение

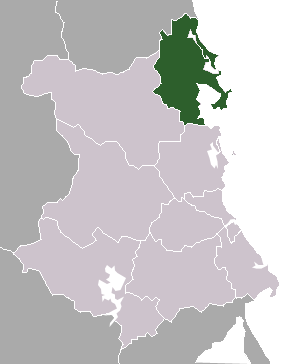
Положение Шонгкау на схеме административного деления провинции Фуйен

Шонгкау находится на севере провинции Фуйен. Шонгкау как уезд граничит на севере с провинцией Биньдинь. Город находится в заливе Суандай Южно-Китайского моря, и славится красивыми видами прибрежной природы. Общая длина береговой линии — около 80 км.
Площадь — 489,28 км².

## История
Шонгкау был центром одноимённого района с 1985 года. 27 августа 2009 года район Шонгкау был повышен до статуса административной единицы первого порядка.

## Инфраструктура
Почти 80 % жителей Шонгкау — это сельские жители. 90 % домохозяйств используют электроэнергию. Через город проходит национальное шоссе 1А. Дороги 642 и 644 соединяют Шонгкау с западными провинциями в Центральном нагорье. Общая длина дорог — 292,13 км.
Ближайший аэропорт находится в Туихоа.
В структуре ВВП 47,5% приходится на сферу услуг, 19,7% — промышленность и строительство, 32,8% — сельское хозяйство. Городок имеет потенциал развития пляжного туризма и экотуризма.

## Административное деление
В город Шонгкау входят четыре квартала: Суандай, Суанфу, Суантхань, Суанйен, и девять общин: Суанбинь, Суанкань, Суанхай, Суанлам, Суанлок, Суанфыонг, Суантхинь, Суантхо 1, Суантхо 2.